# Puffalump
Puffalump avser kramdjur från Fisher-Price, introducerade år 1986.
Fisher-Price introducerade Puffalump Pets, Baby Puffalumps, Wild Puffalumps, Barnyard Puffalumps, Puffalump Kids, Jungle Juniors samt Care for Me Puffalumps. Även en film, The Wild Puffalumps, släpptes.